# Ray Milland
Ray Milland, egentlig Reginald Truscott-Jones, (født 3. januar 1907 i Neath, Wales, død 10. marts 1986 i Torrance, Californien, USA) var en walisisk-amerikansk skuespiller.
Han filmdebuterede i 1929 i England, og i Hollywood fra 1930. Han spillede hovedrollen i Fritz Langs spionfilm Ministry of Fear (Skrækkens ministerium, 1944) og medvirkede i Mitchell Leisens musical Lady in the Dark (Kvinden i mørket, 1944). Han huskes bedst som alkoholikeren i Billy Wilders melodrama The Lost Weekend (Forspildte dage, 1945; Oscar-pris), og som morderen i Alfred Hitchcocks Dial M For Murder (Telefonen ringer kl. 23, 1954). Han medvirkede i The Last Tycoon (Magtens sødme, 1976). Han udgav selvbiografien Wide-Eyed in Babylon i 1974.
Han har fået to stjerner på Hollywood Walk of Fame.